# Кубок Футбольної ліги
Ку́бок Футбо́льної лі́ги (англ. Football League Cup), також відомий просто як Ку́бок Лі́ги (англ. League Cup) або зі спонсорських причин як Кубок Карабао (англ. Carabao Cup), є другим за престижністю турніром з грою на виліт в англійському футболі (після Кубка Англії).

## Огляд
На відміну від Кубка Англії, в якому беруть участь близько 700 клубів, право грати в Кубку ліги мають лише 92 команди: 20 членів Прем'єр-ліги і 72 члени Футбольної ліги. Клуб-переможець отримує право грати у Лізі конференцій УЄФА.
Кубок Ліги є досить нетиповим, оскільки більшість європейських ліг мають лише один провідний кубковий турнір. Він також є менш популярним, ніж Кубок Англії. Провідні клуби зазвичай вважають його менш важливим, і часто виставляють на матчі ранніх етапів послаблений склад, даючи відпочити провідним гравцям.

## Історія
Наприкінці 1950-х років більшість англійських клубів обладнали свої стадіони прожекторами. Завдяки цьому виникла можливість проводити матчі зимовими вечорами в робочі дні. Кубок Ліги було засновано у 1960 році саме як турнір з матчами наприкінці робочого дня. Спочатку багато провідних клубів відмовлялися брати участь. Лише після того, як переможцю Кубка Ліги надали право грати в Кубку УЄФА, до турніру долучилися усі клуби Футбольної ліги.
Після реформи європейського футболу і створення Ліги чемпіонів висувалися пропозиції позбавити Кубок Ліги права делегувати свого переможця до Кубка УЄФА, але цього не сталося, і на сьогодні Англія і Франція є єдиними європейськими країнами, які мають такий привілей.

## Назва
Починаючи з 1982 року, офіційна назва Кубка Ліги зазвичай містила назву його спонсора:
- Кубок Мілк (1981—1986)
- Кубок Виклику Литлвудз (1986—1990)
- Кубок Рамбеловз (1990—1992)
- Кубок Кока-Кола (1992—1998)
- Кубок Вортінгтон (1998—2003)
- Кубок Карлінг (англ. Carling Cup) (з 2003 р.)
- Кубок Капітал Ван (2012—2016)
- Кубок Карабао (2016—дотепер)

## Переможці
Список переможців (враховано сезон 2024—25):
| Клуб                      | Перемог | Фіналіст | Переможні роки                                             |
| ------------------------- | ------- | -------- | ---------------------------------------------------------- |
| «Ліверпуль»               | 10      | 5        | 1981, 1982, 1983, 1984, 1995, 2001, 2003, 2012, 2022, 2024 |
| «Манчестер Сіті»          | 8       | 1        | 1970, 1976, 2014, 2016, 2018, 2019, 2020, 2021             |
| «Манчестер Юнайтед»       | 6       | 4        | 1992, 2006, 2009, 2010, 2017, 2023                         |
| «Челсі»                   | 5       | 5        | 1965, 1998, 2005, 2007, 2015                               |
| «Астон Вілла»             | 5       | 4        | 1961, 1975, 1977, 1994, 1996                               |
| «Тоттенгем Готспур»       | 4       | 5        | 1971, 1973, 1999, 2008                                     |
| «Ноттінгем Форест»        | 4       | 2        | 1978, 1979, 1989, 1990                                     |
| «Лестер Сіті»             | 3       | 2        | 1964, 1997, 2000                                           |
| «Арсенал»                 | 2       | 6        | 1987, 1993                                                 |
| «Норвіч Сіті»             | 2       | 2        | 1962, 1985                                                 |
| «Бірмінгем Сіті»          | 2       | 1        | 1963, 2011                                                 |
| «Вулвергемптон Вондерерз» | 2       | 0        | 1974, 1980                                                 |
| «Вест-Бромвіч Альбіон»    | 1       | 2        | 1966                                                       |
| «Мідлсбро»                | 1       | 2        | 2004                                                       |
| «Ньюкасл Юнайтед»         | 1       | 2        | 2025                                                       |
| «Квінз Парк Рейнджерс»    | 1       | 1        | 1967                                                       |
| «Лідс Юнайтед»            | 1       | 1        | 1968                                                       |
| «Сток Сіті»               | 1       | 1        | 1972                                                       |
| «Лутон Таун»              | 1       | 1        | 1988                                                       |
| «Шеффілд Венсдей»         | 1       | 1        | 1991                                                       |
| «Свіндон Таун»            | 1       | 0        | 1969                                                       |
| «Оксфорд Юнайтед»         | 1       | 0        | 1986                                                       |
| «Блекберн Роверз»         | 1       | 0        | 2002                                                       |
| «Суонсі Сіті»             | 1       | 0        | 2013                                                       |

Повну статистику участей у фіналі можна переглянути на сторінці RSSSF [Архівовано 29 березня 2016 у Wayback Machine.].